# ميدان رمسيس
ميدان رمسيس هو أحد الميادين الرئيسية في القاهرة.
توجد به محطة مصر وهي محطة القطارات المركزية إلى جميع مناطق جمهورية مصر العربية.
كان به سابقاً تمثال لرمسيس الثاني ونافورته الشهيرة إلا أنه تم نقله في العام 2006م.

## تاريخ ميدان رمسيس

### قرية أم دنين
كان ميدان رمسيس عبارة عن قرية تسمى «أم دنين»، وهذه القرية تمركز فيها الفاتحون العرب وأنشؤوا بها مسجدا سمى بمسجد «أولاد عنان»، والذي أعاد بناءه في العصر الفاطمي الحاكم بأمر الله وسمى بجامع «المقس»، وتم هدم هذا المسجد من قبل الفرنسيين في الحملة الفرنسية على مصر، وهو نفسه مسجد الفتح حاليا.

### متنزه في عهد محمد علي
وفي عهد محمد علي باشا كان ميدان رمسيس عبارة عن متنزة بأمر من محمد على.

### شارع عباس الأول
وفي عهد عباس الأول تم شق شارع رمسيس والذي سمى آنذاك بشارع عباس الأول ووصل إلى منطقة «الريدانية» العباسية حاليا، كما أنشئت محطة مصر بعد توقيع الخديو عباس لاتفاقية مع الحكومة الإنجليزية لإنشاء خط للسكك الحديدية بين القاهرة والإسكندرية.

### شارع الملكة نازلي
وقد ظل الشارع على هذا الاسم حتى عهد الملك فاروق الأول حيث تغير اسم الشارع إلى شارع «الملكة نازلي» والدة الملك فاروق.

### تمثال نهضة مصر
وبعد وضع تمثال «نهضة مصر» في وسط الميدان للمثال المصري العالمي محمود مختار في عام 1926م والذي أزاح عنه الستار سعد باشا زغلول سمي الميدان بميدان نهضة مصر وشارع نهضة مصر.
وبعد قيام ثورة يوليو تم نقل تمثال نهضة مصر إلى جوار حديقة الحيوان بالجيزة.

### تمثال رمسيس
ثم وضع تمثال رمسيس الثاني، واستقر اسم شارع رمسيس وميدان رمسيس حتى الآن.

## ميدان رمسيس ونظرة عن قرب
برغم أن ميدان رمسيس وكما سلف يفتقر إلى حسن التخطيط مما ترتب عليه اتصاف الميدان بالزحام الشديد والأرتباك إلا أنه ومع ذلك يعد أهم ميادين العاصمة على الأطلاق وذلك لعدة نقاط هي:-
- به محطة مصر وهي محطة القطارات المركزية بجمهورية مصر العربية إذ لا يتسنى لقطار يتجه من جنوب البلاد إلى شمالها أو بالعكسي إلا وكان لزاما عليه دخول المحطة بل والتوقف بها لفترة من الوقت ليست بالقصيرة.
- كان يوجد بالميدان واحدا من أهم مواقف المواصلات بالعاصمة وكان واحدا من أهم أسباب الأرتباك الذي يتصف به الميدان قبل نقله إلا أنه لم يذهب بعيدا ولكن تم نقله خلف محطة مصر ليصبح اسمه موقف أحمد حلمي بدلأ من موقف رمسيس
- به وسيله نقل «الميكروباص» لجميع أحياء القاهرة الكبرى، لذا يقصده جميع المواطنين من كافه الأحياء
- يتفرع منه واحدا من أشهر الشوارع في القاهرة وهو شارع الفجالة
- يحتوي الميدان على شارع رمسيس (واحداً من أطول شوارع العاصمة)
- الميدان يربط ما بين وسط المدينة وبين ضواحي مصر الجديدة، روكسي.
- الميدان يوجد به مسجد الفتح وهو مسجد هام ورئيسي بالقاهرة
- توجد به محطة لمترو الأنفاق رئيسية أي تضم خطي المترو المتواجدين في العاصمة

## تطوير الميدان
وقد قامت محافظة القاهرة في محاولة جادة لتطوير الميدان بإتخاذ عدد من الأجراءت التي نجحت في القضاء على مشكلة ازدحام الميدان وجعلته يظهر بمظهر حضارى منها
- نقل الموقف.
- نقل تمثال رمسيس أحد معالم الميدان الرئيسية.
- منع مرور المشاة في الميدان.
- إقامة الحواجز.